# Менеджер (реслинг)
Менеджер (англ. Manager) в реслинге — второстепенный персонаж, работающий вместе с рестлером (или рестлерами) и выполняющий ряд вспомогательных функций. Женщину-менеджера иногда называют «валетом» (англ. valet).
В качестве менеджера обычно выступает человек, не занимающийся сражениями на ринге, другой рестлер из активного ростера, или более старый и опытный рестлер, закончивший свою карьеру на ринге. В ряде случаев менеджером выступает рестлер-новичок, который начинает активно появляться на шоу и нуждается в опыте публичных выступлений.
Зачастую, менеджер приставляется к рестлеру с хорошим потенциалом, но имеющему мало опыта в каком-то из аспектов. Например, если рестлеру хорошо удаются приёмы на ринге, но он не обладает даром красноречия, его менеджер возьмёт на себя сегменты, в которых необходима работа с микрофоном. Такое сотрудничество обычно заканчивается, когда реслер готов к самостоятельным выступлениям.
Некоторые менеджеры, такие как Пол Эллеринг, были менеджерами не только сюжетно: они занимались организацией поездок и поиском жилья для своих подопечных.

## Типы и роли менеджеров
Менеджер (англ. manager) — играет роль официального представителя своего подопечного и, соответственно, принимает от его лица решение с кем необходимо объединиться, с кем соперничать, договаривается с руководством и другими рестлерами о сражениях. Главной задачей менеджера является помощь рестлеру в продвижении на шоу. Однако, способы достижения данной цели могут отличаться. К примеру, менеджер-хил (англ. heel manager) способствует устройству матчей, в которых против его подопечного выступает значительно более слабый оппонент, мошенничает во время матчей, отвлекая внимание судьи или оппонента. Менеджер-фейс (англ. face manager) же пытается представить своего подопечного в лучшем свете, напоминая руководству и другим рестлерам о его достижениях и победах, добиваясь организации матчей с более сильными и именитыми оппонентами.
Пример: Брок Леснар и его менеджер Пол Хеймен; Бобби Хинан и Андре Гигант.
Укротитель (англ. handler) — тип менеджера, в обязанности которого входит контроль сильного, но неуправляемого рестлера. В отсутствие своего менеджера рестлер может нападать на других, сражаться не соблюдая правила необходимые для победы и т. п.
Пример: Гробовщик и его менеджер Пол Берер; Русев и его менеджер Лана.
Телохранитель (англ. enforcer) — в большинстве случаев крупный рестлер, который так же выступает на шоу, но «нанятый» на работу другим рестлером для его защиты. Телохранители участвуют в сюжетных линиях, где рестлер, зачастую чемпион, нуждается в охране от посягательств других претендентов. Они следят за тем, чтобы в бой с их подопечным не произошло постороннее вмешательство, а могут и поспособствовать победе своего клиента вмешавшись в матч на его стороне. За пределами ринга телохранители обеспечивают безопасность своих клиентов предотвращая нападения со стороны других рестлеров.
Пример: Шон Майклз и его менеджер Дизель; APA (Брэдшоу и Фарук).
Валет (англ. valet) — в отличие от мужчин-менеджеров, которые помогают карьере своего клиента вне ринга, валеты — красавицы, которые сопровождают рестлера к рингу, отвлекают соперников и судей. Однако, существуют примеры, когда девушки являлись полноценными менеджерами, а не валетами (Шерри Мартел, Мисс Элизабет и Терри Раннелс).
Пример: Билли Кидман и его менеджер Торри Уилсон; Братья Дадли и их менеджер Стейси Киблер.

## История
Менеджеры широко использовались на шоу примерно до середины 1990-х. Их основной целью был «разогрев толпы» перед боем. Работа менеджера заключалась в чтении речей от имени своих подопечных реслеров, которые могли обладать невысокой харизмой и навыком работы с микрофоном (или же согласно используемому образу обязаны были молчать или не умели говорить на языке страны в которой проводилось шоу). Таким образом большинство успешных менеджеров обладало даром красноречия, хотя это не обозначает, что рестлеры, имеющие менеджеров, не были способны самостоятельно выступать «на микрофоне». Если рестлер сам говорил от своего лица, основной функцией валета являлась «нелегальная» помощь своему подопечному в течение матча.
В период, когда реслинг-шоу носили локальный характер, большинство валетов не перемещалось по стране, а объединялось с различными локальными реслерами на определённых территориях. Яркими примерами такого явления можно назвать Джимми Харта в Мемфисе, Бобби Хинана в American Wrestling Association и «Трёх царей» (Лу Албано, Фредди Блэсси и Эрни Рос) в World Wide Wrestling Federation (сейчас WWE).